# Диттель, Вильям Францевич
Вильям Францович Диттель (1816, Казань — 1848, там же) — российский востоковед, профессор Санкт-Петербургского университета. 

## Биография
Окончил 1-ю Казанскую гимназию, Казанский университет (1837).
В 1838 году выдержал экзамен на степень магистра, защитив диссертацию на тему "О влиянии соседних народов на образование арабов во время Халифата".
В 1842 году по ходатайству попечителя Казанского округа M. H. Myсина-Пушкина вместе с И. Н. Березиным был отправлен в ученое 3-летнее путешествие по Азии. Во время этого путешествия собрал массу материалов: учёная любознательность не позволяла ему пропустить ни одной замечательной в научном отношении местности. В Персии обратил внимание на разнообразие народных диалектов, здесь же впервые занялся курдским языком; у развалин Персеполя списывал совсем неизученные тогда клинообразные надписи. В Нимруде вёл раскопки. Посетил Сирию, Палестину, Египет, Афины и Малую Азию.
Возвратился в 1847 году и тогда же был назначен экстраординарным профессором турецкого языка в Петербургском университете. Для этого защитил диссертацию на тему "Обозрение наречий персидских". Через год Диттелю поручили преподавать арабский язык, географию и историю Востока.
Умер в 1848 году от холеры. Смерть не позволила Диттелю привести в порядок все собранные им материалы. Деля свое время между лекциями и учеными занятиями, Диттель должен был, поневоле, разбрасываться. Без сомнения, наука понесла в лице Диттеля серьезную потерю, потому что им были собраны такие материалы, на которые европейские учёные едва начали обращать внимание.

## Публикации
- Конспект отчета по путешествию // Журнал министерства народного просвещения, 1847, октябрь; Акт Санкт-Петербургского университета за 1846—1847 гг.
- Очерк путешествия // Библиотеке для чтения. Т. 95, 1849, С. 1—56; 190—210.
- Перевод с французского "Состояние литературы в Турции с начала XIV в." // Журнал министерства народного просвещения, 1837.